# K. Waterschei SV Thor Genk
Waterschei Thor Genk, plným názvem Koninklijke Waterschei Sport Vereeniging THOR Genk (přičemž zkratka THOR je akronym hesla Tot Herstel Onzer Rechten, tedy "Získejeme zpět svá práva"), byl belgický fotbalový klub z města Genk. Založen byl roku 1919 a zanikl roku 1988, kdy se sloučil s KFC Winterslag a vznikl tak nový klub KRC Genk (Racing Genk), který však navazuje spíše na KFC Winterslag, od nějž převzal registrační známku belgické fotbalové asociace. Samotný Thor Genk měl hvězdnou éru v první polovině 80. let, kdy získal dvakrát belgický pohár (1980, 1982) a v sezóně 1982-83 se senzačně probojoval až do semifinále Poháru vítězů pohárů.